# Khood
Khood fou un estat tributari protegit, un jagir, feudatari de Jaipur. Fou fundat per Shyam Singh al que el seu pare Bir Singh Deo de Khandela li van donar vuit pobles en feu amb centre a Sujawas, i es va apoderar de Khood que pertanyia al thakur de Kasli; va cedir Sujawas al seu fill i va retenir Khood. A la meitat del segle xviii es va formar la branca de Bhagatpura, que fou cedida per meitat a dos fills de Roop Singh.

## Llista de thakurs
- Thakur Shyam singh 1652- vers 1697
- Thakur kishore singh (fill) 1697-?
- Thakur mohan singh (fill) ?-vers 1738
- Thakur roop singh (fill) vers 1738-?
- Thakur bakhat singh (fill) ?-vers 1780
- Thakur moti singh (fill) vers 1780-1836
- Thakur karan singh (fill) vers 1836- ?
- Thakur raj singh (fill) ?-1871
- Thakur rampratap singh 1871-1892
- Thakur udai singh 1892-?
- Thakur mangal singh ?-1955 (+1976)

### Branca major de Bhagatpura
- Thakur Gulab Singh (fill de Roop Singh)
- Thakur Ratan Singh (fill)
- Thakur Rud Singh (germà)
- Thakur Nand Singh
- Thakur Ramnath Singh
- Thakur Kalu Singh
- Thakur Magan Singh
- Thakur Khet Singh
- Thakur Sobhagy Singh

### Branca menor de Bhagatpura
- Thakur Nawal Singh,(fill de Roop Singh)
- Thakur Hukam Singh
- Thakur Bhawani Singh
- Thakur Nar Singh of Bhagatpura
- Thakur Chattar Singh of Bhagatpura
- Thakur Ladu Singh of Bhagatpura
- Thakur Tej Singh
- Thakur Deep Singh Shekhawat